# پت فینرهان
پت فینرهان (انگلیسی: Pat Finnerhan; ۱ مارس ۱۸۷۲ – تاریخ ورودی نامعتبر است) بازیکن فوتبال اهل بریتانیا بود.
از باشگاه‌هایی که در آن بازی کرده‌است می‌توان به باشگاه فوتبال بریستول سیتی، باشگاه فوتبال منچستر سیتی، باشگاه فوتبال لیورپول، و باشگاه فوتبال نورتویچ ویکتوریا اشاره کرد.